# Oryx (сайт)
Oryx, или Oryxspioenkop — нидерландский сайт оборонной аналитики и исследования военных действий, собирающий информацию из открытых источников.
Сайт ведут аналитики Стейн Митцер (англ. Stijn Mitzer) и Йост Олиманс (англ. Joost Oliemans), которые раньше работали в Bellingcat и Janes

## История
Орикс был создан в 2013 году и первоначально изучал боевые действия в Сирии, а позднее в Нагорном Карабахе. Митцер и Олиманс также издали книгу о северокорейских вооружённых силах.
Блог приобрел международную известность благодаря своей работе во время российского вторжения в Украину в 2022 году, когда в нём стали подсчитываться и отслеживаться материальные потери на основе визуальных доказательств и данных из открытых источников (OSINT) и социальных сетей. Его регулярно цитируют ведущие СМИ, в том числе Forbes,, The Wall Street Journal, CNN, Reuters, The Guardian, Newsweek, CBS News, National Interest, а также российские и русскоязычные издания: «Радио „Свобода“», Русская служба BBC, «Голос Америки», DW, «Новая газета», «Российская газета». На июнь 2023 года на Твиттер проекта подписаны 450 тысяч пользователей.
Также данные блога используют в своих работах военные аналитические центры и исследовательские институты, в том числе: IISS, RUSI, ЦАСТ, FOI.
19 июня 2023 года представители блога объявили, что 1 октября 2023 года он прекратит свое существование. В заявлении, опубликованном в Твиттере, авторы объяснили, что проект был создан десять лет назад и все это время не приносил им финансирования, при этом отнимая всё больше времени. В последующем заявлении Oryx уточнил, что список потерь, связанных со вторжением России в Украину, будет продолжать обновляться участниками проекта совместно с группой OSINT WarSpotting до окончания войны.

## Оценки
В связи с тем, что Oryx учитывает только визуально подтвержденные потери, его цифры некоторые военные эксперты используют как наименьшие возможные значения для оценок потерь.
В апреле 2022 года исследователь в области военных технологий Дэвид Хэмблинг на сайте Forbes охарактеризовал Oryx как «самый надёжный источник по конфликту [на Украине] на данный момент», назвав его работу «выдающейся».
В июне 2023 года американский генерал Дэвид Петреус в интервью изданию Deutsche Welle высоко оценил Oryx, отдельно отметив, что этот веб-сайт «отслеживает и публикует точно подтвержденное и проверенное уничтожение техники — танков, например, или БМП; при этом эта информация подтверждается фотографиями с метаданными, чтобы исключить, к примеру, возможность дважды учесть одно и то же событие».